# تبدیل‌شوندگان: آخرین شوالیه
تبدیل‌شوندگان: آخرین شوالیه (به انگلیسی: Transformers: The Last Knight) فیلمی در ژانر اکشن و علمی تخیلی به کارگردانی مایکل بی و محصول سال ۲۰۱۷ ایالات متحده آمریکا است. این پنجمین قسمت در مجموعه فیلم‌های تبدیل‌شوندگان می‌باشد که دنباله‌ای بر فیلم تبدیل‌شوندگان: عصر انقراض محسوب می‌شود. آخرین شوالیه توسط پارامونت پیکچرز در ۲۱ ژوئن ۲۰۱۷ به صورت سه‌بعدی و آی‌مکس در ایالات متحده اکران شد.

## داستان
در این نسخه از این فیلم آتوبات‌ها که به تازگی از شر هسته بزرگ و رئیس آن راحت شده بودند، حال دشمنان قدیمی خود از سیاره‌شان به زمین آمده‌اند تا که این آتوبات‌های به ظاهر شورشی را بگیرند و آنان را به دلیل فرار از سیاره‌شان و آمدن به زمین طی میلیون‌ها سال مجازات کنند ولی این بار جنگی بزرگ رخ می‌دهد که طی آن آپتیموس پرایم که از سیاره زمین خارج شده تا از خالق خود انتقام بگیرد توسط خالق خود دستکاری می‌شود تا برگردد به زمین و انسان‌ها را نابود کند ولی…

## دنباله
فیلم سینمایی بامبلبی (۲۰۱۸) در ابتدا قرار بود دنباله‌ای بر فیلم تبدیل‌شوندگان: آخرین شوالیه ساخته شود که باتوجه به فروش پایین و برآورده نشدن رضایت‌ها کمپانی سازنده فیلم تصمیم به لغو ساخت آن گرفت و به شکل نسخهٔ مشتق و پیش‌درآمد توسعه یافت، اما بعداً به عنوان یک نسخه بازراه‌اندازی شده در این فرنچایز رونمایی شد.
لازم به ذکر است که بهترین نسخه ی تبدیل شوندگان
تبدیل شوندگان:عصر انقراض است که اکنون در رتبه ۳۳ پرفروشترین فیلم های جهان است.